# Вектор (російський науковий центр)
54°56′17″ пн. ш. 83°13′36″ сх. д. / 54.9381° пн. ш. 83.2266° сх. д.
Вектор (російський науковий центр) — Федеральна бюджетна установа науки «Державний науковий центр вірусології та біотехнології» «Вектор» федеральної служби з нагляду в сфері захисту прав споживачів і благополуччя людини (ДНЦ ВБ «Вектор») — один з найбільших наукових вірусологічних і біотехнологічних центрів Росії, розташований в наукограді Кольцово Новосибірської області, в декількох кілометрах від Новосибірська. Містоутворююче підприємство, навколо якого з'явилося робітниче селище Кольцово, що має з 2003-го по 2025 статус наукового міста.
Як місії Центру проголошено «наукове і практичне забезпечення протидії глобальним інфекційним загрозам». У ГНЦ ВБ «Вектор» проводяться фундаментальні науково-дослідні роботи в області епідеміології, молекулярної біології, вірусології, бактеріології, генної інженерії, біотехнології, екології і біологічної безпеки.
До складу Центру входить філія — інститут медичної біотехнології, розташований в Бердську.

## Аварії
- За російськими джерелами 16 вересня 2019 року на об'єкті «Вектор» відбувся вибух газового балона з наступною пожежею.[3][4][5]. За даними прес-служби уряду ФР загрози біологічного зараження не виникло[6][7][8].